# 三輔決錄
三輔決錄是東漢趙歧撰寫的一本漢光武帝建武年間以來有關三輔歷史和人物的史書，共有7卷。西晉人摯虞為此書作註。該書完整版本已失傳，清朝人張澍和茆泮林編有辑本，張澍的辑本收入《二酉堂叢書》。